# 東京市場駅
東京市場駅（とうきょうしじょうえき）は、東京都中央区築地にあった日本国有鉄道（国鉄）の貨物駅。汐留駅から分岐していた東海道本線の貨物支線の終点だった。電報略号はトシ。

## 歴史
汐留駅の貨物ホームの脇から分岐していた全長1.1 km、単線の貨物支線の終点にあった地上駅。1935年の築地市場の開場の同日に開業した。
東京都中央卸売市場築地市場の外周に平行して大きなカーブを描いて線路が敷設されていた。市場の線路脇は、貨車から直接荷卸しができるようにプラットホームのような構造になっており、貨車から降ろしたその場でセリが行われていた（いわゆる大卸）。また一度にワム形貨車換算で、40両の貨車から荷役作業が可能だった。
取扱品は水産物、青果物などの生鮮食品で、市場を発着するものを専門に取り扱っていた。また、1966年10月1日のダイヤ改正からは、新開発された高速運転対応冷蔵車のレサ10000形貨車を使用、九州・中国地方を発駅とする特急貨物鮮魚貨物列車「とびうお」や、北海道・三陸地方を発駅とする鮮魚貨物列車「とうりん」の運行が開始された。
その後、トラックの普及や高速道路網の整備などのため取扱量が減少。1984年に駅としては廃止され、設備は汐留駅構内扱いとなる。その3年後の1987年1月31日、DE10 1553牽引の列車を最後に、築地市場の鉄道輸送は終了した。

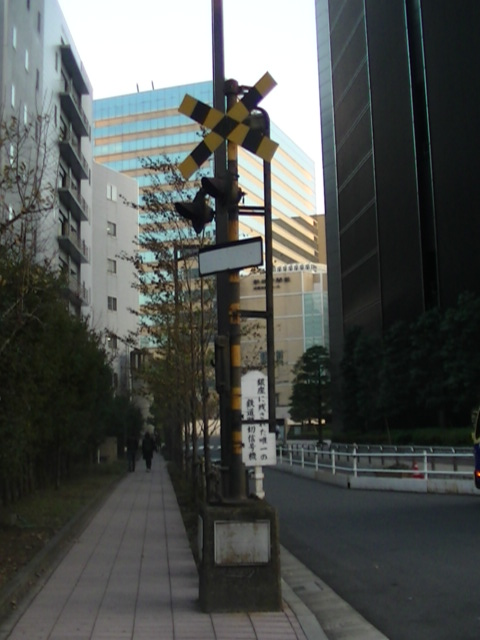
浜離宮前踏切警報機（2018年11月）

線路は撤去されたものの、場内のプラットホーム等の設備は卸売場の一部として残り、2018年の築地市場閉場までそのまま利用された。また貨物支線の跡地は道路に転用され、都道316号との交点にあった「浜離宮前踏切」の警報機部分が、モニュメントとして現在も同地に残されている。一方、首都高速都心環状線（旧築地川）を跨いでいた橋梁は撤去され、同じ場所に「新尾張橋」という道路橋が改めて架設されている。

### 年表
- 1935年（昭和10年）2月11日：開業[1]。貨物駅[1]。
- 1957年（昭和32年）4月1日：急行小口扱およびトン扱貨物の取扱を廃止する[1][3]。
- 1959年（昭和34年）10月10日：標準パレットの取扱駅となる[4]。
- 1974年（昭和49年）10月1日：営業範囲を「小荷物、車扱貨物。東京都中央卸売市場発着（日本通運東京市場支店）のものに限る。」へ改正し[5]、荷物の取扱を開始[1]。一般駅となる。
- 1978年（昭和53年）12月1日：汐留駅との間の旅客（荷物）運輸営業を廃止し[6]、営業範囲を「車扱貨物。東京都中央卸売市場発着（日本通運東京市場支店）のものに限る。」へ改正し、荷物の取扱を廃止[1][7]。貨物駅に戻る[1]。
- 1984年（昭和59年）2月1日：東京市場駅廃止[1][8]。以降は汐留駅構内扱いとなる。
- 1986年（昭和61年）10月26日：汐留駅廃止記念列車「さよなら つきじ市場号」が、 東京南鉄道管理局（南局）の和式客車「江戸」を使用して東京市場から運転された[9]。サロンエクスプレス東京が使用されたものもある。
- 1987年（昭和62年）1月31日：貨物列車の運行を終了。

## 隣の駅
日本国有鉄道
東海道本線 貨物支線
汐留駅 - 東京市場駅